# Reich (Familienname)
Reich ist ein Familienname.

## Namensträger

### A
- Adolf Reich (Architekt), deutscher Architekt
- Adolf Reich (Maler) (1887–1963), österreichischer Maler
- Adolf Reich (Leichtathlet) (1901–1944), tschechischer Hürdenläufer
- Albert Reich (Maler) (1881–1942), deutscher Maler
- Albert Reich (Verbandsfunktionär) (* 1932), tschechisch-deutscher Verbandsfunktionär
- Alfred Reich (1908–1970), deutscher Gartenarchitekt
- Allon Reich, US-amerikanischer Film- und Fernsehproduzent
- Andreas Reich (Rechtswissenschaftler) (* 1943), deutscher Rechtswissenschaftler und Ministerialrat
- Andreas Reich (Unternehmer) (* 1971), moldauischer Medienunternehmer
- Andrew Reich (* 1986), deutscher Komponist
- Angelika Reich (* 1949), deutsche Bibliothekarin
- Anja Reich (* 1967), deutsche Journalistin und Autorin
- Anna-Maria Reich (geb. Anna-Maria Fiegert; * 1994), deutsche Eishockeyspielerin
- Annie Reich (1902–1971), österreichisch-US-amerikanische Psychoanalytikerin
- Annika Reich (* 1973), deutsche Schriftstellerin und Essayistin
- Asher Reich (1937–2025), israelischer Lyriker
- August Reich (auch Justus Reich; 1805–1888), deutscher Pfeifenfabrikant und Unternehmensgründer

### B
- Beate Reich (* 1968), deutsche Politikerin (SPD)
- Bernd Reich (* 1966), deutscher Künstler
- Bernhard Reich (Regisseur) (1894–1972), mährischer Regisseur und Theaterkritiker
- Bernhard Reich (Kirchenmusiker) (* 1950), deutscher Kirchenmusiker
- Berta Reich (1913–um 1995), Überlebende der Shoah
- Burkhard Reich (* 1964), deutscher Fußballspieler

### C
- Carl Reich (Fabrikant) (1860–1924), deutscher Fabrikant
- Carl Reich (Komponist) (1872–1953), deutscher Pfarrer und Komponist
- Carl Reich (Sänger) (auch Karl Reich; 1877–1942), österreichischer Opernsänger (Bariton)
- Carl Gottlob Reich (1782–1852), deutscher Taubstummenlehrer
- Carl Sebastian Reich (1859–1910), deutscher Unternehmer und Firmengründer
- Charles Reich (1928–2019), US-amerikanischer Rechtswissenschaftler, Hochschullehrer und Autor
- Chaviva Reich (1914–1944), slowakische Widerstandskämpferin, siehe Emma Reik
- Christa Reich (* 1937), deutsche Kirchenmusikerin und Theologin
- Christel Reich (1920–1999), deutsche Politikerin (CSU), MdL Bayern
- Christian Reich (* 1967), Schweizer Bobfahrer
- Christian Emilius Reich (1822–1865), dänischer Artillerieoffizier und Politiker
- Christoph Reich (1567–1632), deutscher Theologe, Dichter und Bibliothekar, siehe Johann Christoph Reich (Theologe)
- Christoph Reich (* 1993), Schweizer Unihockeyspieler
- Christopher Reich (* 1961), US-amerikanischer Autor
- Corinna Reich (* 1961), deutsche Jazzmusikerin

### D
- Daniel Reich (* 1975), deutscher Filmproduzent
- David Reich (* 1974), US-amerikanischer Genetiker
- David Reich von Ehrenberg (1652–nach 1716), deutscher Mediziner
- Desiderio Reich (1849–1913), italienischer Historiker

### E
- Ebbe Kløvedal Reich (1940–2005), dänischer Schriftsteller
- Elisabeth Reich (* 1956), österreichische Lehrerin und Politikerin (SPÖ)
- Elsa Reich (1879–1958), Sängerin (Sopran)
- Emil Reich (Historiker) (1854–1910), ungarisch-amerikanischer Historiker und Publizist
- Emil Reich (Literaturwissenschaftler) (1864–1940), österreichischer Literaturwissenschaftler und Mäzen
- Emil Reich (Politiker) (1900–1959), Schweizer Politiker
- Emil Reich (Künstler) (1922–1982), Schweizer Glaskünstler und Glasmaler
- Etta Reich, Herausgeberin für Lyrik und Prosa
- Eugen Reich-Münsterberg (1866–1943), deutscher Maler und Grafiker
- Eva Reich (1924–2008), US-amerikanische Ärztin
- Ezechias Reich (1532–1572), deutscher Mediziner und Hochschullehrer

### F
- Ferdinand Reich (1799–1882), deutscher Chemiker und Physiker
- Frank Reich (* 1961), US-amerikanischer American-Football-Spieler und -Trainer
- František Reich (1929–2021), tschechoslowakischer Ruderer
- Franz Reich (Politiker) (1826–1906), deutscher Jurist, Rittergutsbesitzer und Politiker
- Franz Joseph Reich (1813–1859), deutscher Jurist, Revolutionär und Politiker
- Franz Xaver Reich (1815–1881), deutscher Bildhauer
- Friedrich Reich (Unternehmer) (1873–1936), deutscher Fabrikant
- Friedrich Reich (Autor) (1884–??), deutscher Autor
- Fritz Reich (1868–1944), deutscher Kaufmann und Politiker (Wirtschaftspartei)

### G
- Gabriele Reich (Apothekerin) (* 1956), deutsche Apothekerin
- Gabriele Reich-Gutjahr (* 1957), deutsche Unternehmerin und Politikerin (FDP), MdL Baden-Württemberg
- Gottfried Christian Reich (1769–1848), deutscher Mediziner und Hochschullehrer
- Günter Reich (Chemiker) (* 1928), deutscher Chemiker
- Günter Reich (Psychologe) (* 1952), deutscher Psychologe und Hochschullehrer
- Günther Reich (auch Günter Reich; 1921–1989), deutsch-israelischer Opernsänger (Bariton)

### H
- Hanns Reich (Fotograf), (1916–2010), deutscher Fotograf
- Hanns Leo Reich (Hans Leo Reich; 1902–1959), österreichischer Dramaturg, Journalist, Schriftsteller und Schauspieler
- Hans Reich (Leichtathlet) (* 1936), deutscher Langstreckenläufer
- Hans Reich (Bankmanager) (* 1941), deutscher Bankmanager
- Hans Reich (Fußballspieler) (* 1942), deutscher Fußballspieler
- Hans Georg Reich (auch Hans-Georg Reich; 1903–1972), deutscher Jurist und Verbandsfunktionär
- Hans H. Reich (Hans Heinrich Reich; 1939–2019), deutscher Germanist und Sprachdidaktiker
- Harry Reich (* 1941), US-amerikanischer Chirurg
- Hartmut Reich (* 1956), deutscher Ringer
- Heinrich Reich (Maler) (1888–1961), deutscher Arzt, Maler und Musiker
- Heinrich Reich (Verwaltungsjurist) (1903–1998), deutscher Landrat und Bundesbeamter
- Heinrich Reich (Unternehmer) (1924–2001), deutscher Unternehmer und Porzellansammler
- Heinz Reich (* 1924), deutscher Fußballspieler
- Helena Reich (* 1965), deutsche Journalistin, Kriminalautorin
- Helmut Reich (Bibliothekar) (1937–2000), deutscher Bibliothekar und Büchersammler
- Helmut Reich (Politiker) (* 1939), deutscher Politiker (Freie Wähler)
- Hermann Reich (Philologe) (1868–1934), deutscher Klassischer Philologe und Schriftsteller
- Hermann Reich (Politiker) (1886–1955), deutscher Politiker (USPD, VKPD, SPD) und Widerstandskämpfer
- Hermann Reich (Verwaltungsjurist) (1890–1955), deutscher Verwaltungsjurist
- Hermann Reich (Geologe) (1891–1976), deutscher Geologe
- Herta Reich (1917–2012), österreichische Holocaustüberlebende
- Horst Reich (1906–nach 1971), deutscher Dermatologe
- Hugo Reich (1854–1935), deutscher Theologe

### I
- Ines Reich (* 1966), deutsche Historikerin

### J
- Jacob Reich (auch Reichius; 1635–1690), deutscher Rhetoriker und Dichter
- Jacques Reich (Maler) (1852–1923), ungarischer Maler und Radierer
- Jacques Reich (Fussballspieler) († 1945), Schweizer Fußballspieler
- Jakob Reich (Journalist) (1885–1961), deutscher Journalist und Zionist
- Jakob Reich (Parteifunktionär) (Genosse Thomas, später Thomas Rubinstein; 1886–1955), deutsch-russisch-US-amerikanischer Parteifunktionär (KPD, SAPD)
- Jakob Reich (Sportschütze) (1890–1974), Schweizer Sportschütze
- Jean Reich (1873–1950), Schweizer Sportschütze
- Jens Reich (* 1939), deutscher Mediziner und Bürgerrechtler
- Jeremy Reich (* 1979), kanadischer Eishockeyspieler
- Joachim Reich (* 1930), deutscher Kinderarzt und Hochschullehrer
- Johann Reich (Verleger) (Joan Rix), katalanischer Verleger
- Johann Reich (Jurist) (auch Johannes Reiche; 1615–1654), deutscher Jurist
- Johann Reich (Abt) (auch Johannes Reich; 1672–1691), deutscher Geistlicher, Abt von Leubus
- Johann Christoph Reich (Theologe) (auch Christoph Reich; 1567–1632), deutscher Theologe, Dichter und Bibliothekar
- Johann Christoph Reich (Maler) (1679–1748), deutscher Maler
- Johann Jakob Reich (Geistlicher) (1641/1642–1690), deutscher Geistlicher
- Johann Jakob Reich (Mediziner) (1670–1747), deutscher Mediziner
- Johanna Reich (* 1977), deutsche Videokünstlerin
- Johannes Reich (Bankier) (* 1959), deutscher Bankier
- Johannes Reich (Rechtswissenschafter) (* 1975), Schweizer Rechtswissenschaftler und Hochschullehrer
- Johannes Reich-Rohrwig (* 1954), österreichischer Jurist und Hochschullehrer
- Josef Reich (1918–2006), österreichischer Politiker (ÖVP)

### K
- Karin Reich (geb. Karin Bienfang; * 1941), deutsche Mathematikhistorikerin
- Karl Reich (Ornithologe) (1871–1944), deutscher Kaufmann und Vogelzüchter
- Karl Reich (1877–1942), österreichischer Opernsänger (Bassbariton), siehe Carl Reich (Sänger)
- Karl Reich (Fußballspieler), deutscher Fußballspieler
- Karl Reich (Politiker) (1895–1962), deutscher Politiker (NSDAP)
- Karl Reich (Maler) (1901–1981), deutscher Maler
- Karl Gustav Reich (1905–1997), deutscher Lehrer und Mundartschriftsteller
- Karlheinz Reich (* 1945), deutscher Lehrer und Politiker (FDP, LD)
- Karl Helmut Reich (1923–2017), deutsch-schweizerischer Physiker und Religionspsychologe
- Károly Reich (1922–1988), ungarischer Illustrator
- Katharina Reich (Medizinerin) (* 1978), österreichische Medizinerin
- Katharina Reich (Künstlerin) (* 1980), österreichische Künstlerin, Kuratorin und Kunstvermittlerin
- Käthe Reich (1872–1962), deutsche Schauspielerin
- Kersten Reich (* 1948), deutscher Pädagoge
- Kevin Reich (* 1995), deutscher Eishockeytorwart
- Klaus Reich (1906–1996), deutscher Philosoph
- Konrad Reich (1928–2010), deutscher Autor und Verleger
- Kurt Reich (* 1929), deutscher Fußballspieler

### L
- Leon Reich (1879–1929), polnischer Publizist und Politiker
- Léon Reich (1926–2014), Schweizer Uhrmacher, Erfinder und Unternehmensgründer
- Lilly Reich (1885–1947), deutsche Designerin
- Lilly Joss Reich (1911–2006), österreichisch-US-amerikanische Fotografin
- Lore Reich Rubin (1928–2024), US-amerikanische Psychoanalytikerin
- Lucian Reich (Vater) (1787–1866), deutscher Lehrer und Künstler
- Lucian Reich (Sohn) (1817–1900), deutscher Maler und Schriftsteller
- Ludwig Reich (* 1940), österreichischer Mathematiker und Hochschullehrer
- Lukas Reich (* 2006), deutscher Fußballspieler

### M
- Manfred Reich (* 1940), deutscher Politiker (DSU, DVU, REP, DP)
- Marcel Reich (Künstler) (* 1970), Schweizer Maler, Illustrator und Cartoonist
- Marcel Reich-Ranicki (1920–2013), deutscher Literaturkritiker
- Marco Reich (* 1977), deutscher Fußballspieler
- Margit Sielska-Reich (1900–1980), polnisch-ukrainische Malerin
- Maria Reich (* 1990), deutsche Musikerin und Autorin
- Markus Reich (Pädagoge) (1844–1911), böhmischer Taubstummenpädagoge
- Markus Reich (Jurist) (* 1949), Schweizer Jurist und Hochschullehrer
- Mathilde Reich (1923–2019), deutsche Künstlerin und Autorin
- Matthias Reich (* 1959), deutscher Verfahrenstechniker und Hochschullehrer
- Max Reich (Mediziner) (1862–1943), deutscher Chirurg und Sanitätsoffizier
- Max Reich (Physiker) (1874–1941), deutscher Physiker
- Maximilian Reich (1882–1952), österreichischer Sportjournalist und Zeitungsgründer
- Mike Reich (* 1973), deutscher Paläontologe, Zoologe und Geologe
- Moritz Reich (1831–1857), deutsch-böhmischer Schriftsteller

### N
- Nancy B. Reich (1924–2019), US-amerikanische Musikwissenschaftlerin
- Norbert Reich (1937–2015), deutscher Rechtswissenschaftler

### O
- Oliver Reich (* 1968), deutscher Urologe
- Oskar Reich (1914–1949), österreichischer Fußballspieler und Kollaborateur
- Otto Reich (SS-Mitglied) (1891–1955), deutscher SS-Führer
- Otto Reich (Handballspieler), deutscher Handballspieler
- Otto Reich (Politiker) (* 1945), US-amerikanischer Politiker und Diplomat
- Otto Hermann Reich Edler von Rohrwig (1902–1945), österreichischer Schriftsteller

### P
- Paul Reich (Zahnmediziner) (Paul Friedrich Karl Reich; 1865–1914), deutscher Zahnmediziner
- Paul Reich (Rennfahrer), deutscher Automobilrennfahrer
- Paul Reich (Bildhauer) (1925–2009), deutscher Bildhauer
- Peter Reich (Journalist) (* 1944), US-amerikanischer Journalist, Sozialmediziner und Hochschullehrer
- Peter Reich von Reichenstein († 1296), Bischof von Basel
- Peter B. Reich (* 1953), US-amerikanischer Ökologe
- Philipp Erasmus Reich (1717–1787), deutscher Buchhändler und Verleger
- Plazidus Reich (1695–1764), deutscher Benediktinerabt

### R
- Richard Reich (1927–1991), Schweizer Journalist und Politiker
- Robert Reich (Filmschaffender) (1882–1944), österreichischer Filmschaffender, Publizist und Verbandsfunktionär
- Robert B. Reich (* 1946), US-amerikanischer Politiker und Hochschullehrer
- Ronny Reich (* 1947), israelischer Archäologe
- Rudolf Reich (Buchhändler) (1849–1903), deutsch-schweizerischer Buchhändler
- Rudolf Reich (Zahnmediziner) (Rudolf H. Reich; * 1950), deutscher Zahnmediziner und Hochschullehrer
- Ruedi Reich (1945–2012), Schweizer Pfarrer, Kirchenratspräsident von Zürich

### S
- Sebastian Reich (Mathematiker) (* 1963), deutscher Mathematiker und Hochschullehrer
- Sebastian Reich (Schauspieler) (* 1982), deutscher Schauspieler
- Sebastian Reich (* 1983), deutscher Bauchredner und Komiker
- Siegfried Reich (* 1959), deutscher Fußballspieler
- Sigismund Reich, Geburtsname von David Storm Rice (1913–1962), britischer Kunsthistoriker
- Simon Reich (* 1984), deutscher Handballschiedsrichter
- Sinaida Nikolajewna Reich (1894–1939), russische Schauspielerin
- Stefanie Reich-Schupke (* 1977), deutsche Dermatologin und Hochschullehrerin
- Steve Reich (* 1936), US-amerikanischer Komponist

### T
- Teofila Reich-Ranicki (1920–2011), polnische Künstlerin
- Thaddäus Reich (* 1992), österreichischer Schauspieler
- Theodor Reich (Politiker) (1823–1892), deutscher Rittergutsbesitzer und Politiker, MdR
- Theodor Reich (Erfinder) (1861–1939), österreichischer Techniker und Erfinder
- Theodor Reich (Mathematiker) (1920–2013), Schweizer Mathematiker und Statistiker
- Thomas Reich (Schachspieler) (* 1963), deutscher Schachspieler
- Thomas Reich (Politiker) (* 1967), deutscher Politiker (AfD), MdHB
- Tobias Reich, deutscher Chemiker und Hochschullehrer

### U
- Uli Reich (* 1966), deutscher Romanist
- Ulrich Reich (* 1951), deutscher Sprinter
- Ulrich Reich-Langhans (1850–1937), Schweizer Hutfabrikant und Heimatforscher
- Uschi Reich (* 1949), deutsche Filmproduzentin
- Utz-Peter Reich (* 1938), deutscher Physiker, Wirtschaftswissenschaftler, Statistiker und Hochschullehrer
- Uwe Reich (* 1940), deutscher Automobilrennfahrer

### V
- Victoria Reich, Geburtsname von Victoria Licht (* 1989), deutsche Schauspielerin
- Viktor Reich (1885–1942), österreichischer Politiker (GDVP)

### W
- Walter Reich (* 1943), US-amerikanischer Psychiater und Autor
- Walther Reich (* 1926), deutscher Agraringenieur und Unternehmer
- Werner Reich (Politiker) (1917–1994), Schweizer Politiker
- Werner Reich (Autor) (1927–2022), deutsch-US-amerikanischer Holocaustüberlebender und Autor
- Werner Reich (Ministerialrat), deutscher Ministerialrat
- Wilhelm Reich (Rabbiner) (1852–1929), österreichischer Rabbiner und Zionist
- Wilhelm Reich (Verwaltungsjurist) (1881–1951), deutscher Verwaltungsjurist
- Wilhelm Reich (1897–1957), österreichisch-amerikanischer Psychiater und Psychoanalytiker
- Willi Reich (1898–1980), österreichisch-schweizerischer Musikwissenschaftler
- Wolfgang Reich (* 1979), deutscher Fechter